# Emmanuelle Riva
Emmanuelle Riva (rojena Paulette Germaine Riva), francoska gledališka in filmska igralka ter pesnica, * 24. februar 1927, Cheniménil, Vosges, Francija, † 27. januar 2017, Pariz.
Znana je bila kot zvezdnica novega vala francoskega filma.

## Življenje

### Zgodnje življenje
Rodila se je v družini šivilje Jeanne Fernande (roj. Nourdin) in slikopleskarja Renéja Alfreda Rive. Med odraščanjem v kraju Remiremont je pokazala interes za igro in začela nastopati za lokalno gledališče, izučila pa se je za šiviljo. Oglas v lokalnem časopisu jo je spodbudil, da se je prijavila v igralsko šolo v Parizu.
Kljub nasprotovanju družine se je v starosti 26 let preselila v Pariz, da bi se posvetila igri. Leta 1954 je prvič nastopila na odru, v pariški produkciji igre Arms and the Man Georgea Bernarda Shawa. Tri leta kasneje je zaigrala v TV-seriji Énigmes de l'histoire.

### Kariera
Zaslovela je leta 1959 z glavno vlogo v filmu Hirošima, ljubezen moja režiserija Alaina Resnaisa, v katerem je igrala francosko igralko, ki se v porušeni Hirošimi zaplete v razmerje z japonskim arhitektom. Z njo si je prislužila nominacijo za nagrado Bafte za najboljšo tujo igralko. Kasneje med drugim nastopila še v filmih Kapò (Gillo Pontecorvo, 1960), Duhovnik Léon Morin (Jean-Pierre Melville, 1961) in Terezina krivda (Georges Franju, 1962), za katerega je prejela nagrado za najboljšo igralko na 23. Beneškem filmskem festivalu.
Kasneje je začela zavračati filmske vloge, ki so se ji zdele preveč komercialne, in se osredotočila na gledališče. Nastopila je v številnih pariških produkcijah, poleg tega je izdala več knjig poezije. Njene fotografije Hirošime, ki jih je posnela med snemanjem filma Hirošima, ljubezen moja, so bile pol stoletja kasneje razstavljene na Japonskem in izdane v knjižni obliki.
Po nekaj manjših vlogah v kasnejših letih, med njimi Tri barve: Modra Krzysztofa Kieślowskega (1993), ji je Michael Haneke ponudil glavno vlogo v svojem filmu Ljubezen. Zaigrala je ostarelo učiteljico glasbe, za katero po vrsti kapi skrbi mož in za svoj nastop prejela nagrado Bafte za najboljšo glavno igralko, pa tudi nominacijo za oskarja v isti kategoriji. Pri starosti 85 let je bila najstarejša nominiranka za glavno vlogo v zgodovini podeljevanja oskarjev in druga najstarejša nominiranka za igro sploh, po Glorii Stuart, ki je bila stara 87 let, ko je prejela nominacijo za stransko vlogo v filmu Titanik. Tako je še drugič v karieri postala svetovno znana.

### Zasebno življenje
Veljala je za zadržano osebo. Nikoli se ni poročila ali imela otrok. Njen partner je umrl leta 1999. Več kot pol stoletja je živela v svojem stanovanju v Latinski četrti v Parizu.
Zadnja štiri leta življenja se je borila z rakom, za kar so vedeli le njeni prijatelji in najožji svojci. Kljub bolezni je ostala vitalna do konca in je še poleti 2016 snemala svoj zadnji film na Islandiji, nastopala na odru ter študirala za nove vloge. Za rakom je januarja 2017, nekaj tednov pred svojim 90. rojstnim dnevom, tudi umrla. Pokopana je na pokopališču v pariški četrti Charonne.